# Клидес
Кли́дес (греч. Κλείδες ή Πολύνησο των Κλειδών, тур. Kilit Adaları, Zafer Adaları, Klides Adaları) — группа необитаемых островов у мыса Андреас на полуострове Карпас, северо-восточной оконечности острова Кипр.
Греческое название (Κλείδες) означает «Ключи» и связано с морским путём к Саламину. Геродот называет мыс Андреас «Ключами Кипра». Страбон сообщает:
Клиды — это 2 островка, лежащие перед Кипром, против восточной части острова.
Также Страбон упоминает Карпасийские острова (Καρπάσιες Νήσους), название которых связано с полуостровом Карпас, у оконечности которого они находятся. Английский писатель-путешественник Ричард Поукок в 1738 году насчитал пять островков в архипелаге. Археолог Дэвид Джордж Хогарт в 1888 году насчитал 6 островков. Миссия, состоявшаяся в 1969 году и в основном направленная на поиск затонувших кораблей, у мыса Андреас и островов Клидес нашла восемь мест кораблекрушений и пятьдесят шесть якорей различных типов.
Острова недоступны, поэтому являются уникальными участками с нетронутой природой. Международный союз охраны природы (МСОП) рекомендует создать на островах Клидес охраняемую природную территорию категории Ia (строгий природный резерват) Klidhes Islands Nature Reserve с допуском на острова только учёных для защиты маленькой колонии чаек Одуэна (15—20 пар) от рыбаков, которые разоряют их гнёзда. Особо охраняемая природная территория войдёт, вероятно, в европейскую экологическую сеть «Натура 2000» Европейского союза в соответствии с Директивой 2009/147/EC о сохранении диких птиц.
Также острова Клидес и мыс Андреас являются областью обитания белобрюхого тюленя (Monachus monachus).
На самом крупном из скалистых островков находится маяк времён нахождения Кипра в составе Британской империи.